# François Morel (biologiste)
 (octobre 2014).
Si vous disposez d'ouvrages ou d'articles de référence ou si vous connaissez des sites web de qualité traitant du thème abordé ici, merci de compléter l'article en donnant les références utiles à sa vérifiabilité et en les liant à la section « Notes et références ».
Pour les articles homonymes, voir François Morel et Morel.
François Morel est un médecin et biologiste français d'origine suisse, né à Genève le 22 février 1923 et mort à Sceaux le 9 mai 2007. Il a été naturalisé français en 1958.
Spécialiste de la physiologie rénale, docteur ès sciences de l'université de Paris, il a été chef du laboratoire de physiologie physico-chimique au centre CEA de Saclay, département de biologie, professeur des universités à Paris, chaire de physiologie, en 1964, professeur au Collège de France de 1967 à 1993, chaire de physiologie cellulaire, et membre de l'Académie des sciences, section de biologie moléculaire et cellulaire et génomique, élu en 1988.

## Biographie
Le père de François Morel était médecin, titulaire de la chaire de psychiatrie à Genève. Licencié es sciences, François Morel arrive à Paris au Collège de France, dans le laboratoire de Robert Courrier qui occupe la chaire d'endocrinologie et de morphologie expérimentale (François Morel succédera à Robert Courrier au Collège en 1967). Robert Courrier s'intéresse, grâce à son collègue Frédéric Joliot, à l'utilisation des isotopes radioactifs en biologie ; il confie à François Morel la tâche de regarder quel peut être l'apport des isotopes radioactifs artificiels en physiologie. En 1945, Frédéric Joliot, devenu haut-commissaire à l’Énergie atomique, veut développer au CEA toutes les utilisations des isotopes radioactifs artificiels en physique, chimie et biologie. François Morel est recruté au CEA en 1946 pour développer, au fort de Châtillon à l'époque, l'usage des radioéléments en physiologie, en particulier dans le but d'explorer les transports d'eau et d'électrolytes au travers des membranes du vivant.
Lorsque Francis Perrin succède à Frédéric Joliot comme haut-commissaire à l'Energie atomique, Francis Perrin confie à Jean Coursaget, médecin et biophysicien, le développement d'un département de biologie au CEA. François Morel prend alors la direction du laboratoire de Physiologie physico-chimique (LPPC), tandis que la biochimie est confiée à Pierre Fromageot, la biophysique à Pierre Fallot et la biologie végétale à Eugène Roux. Les équipes s'installent d'abord au fort de Châtillon, avant de rejoindre Saclay à partir de 1952. Ensuite, François Morel, outre la responsabilité du LPPC, devient professeur de physiologie à la faculté des sciences de l'université de Paris, puis professeur au Collège de France en 1967. Une partie de son laboratoire quitte alors Saclay pour le Collège à partir de 1967. Mais François Morel reste au CEA responsable du LPPC jusqu'en 1985 (ce laboratoire est alors rebaptisé service de Biologie cellulaire).
François Morel s'est aussi impliqué dans l'organisation de la recherche en France, entre autres, membre de la commission « Membranes biologiques » de la DGRST et l'un des réorganisateurs des DEA.
François Morel était un collectionneur de papillons, pour lesquels il a parcouru le monde entier. Il était l'époux d'Eglantine Peyre de Mandiargues, avec laquelle il a eu cinq enfants : Nicolas, Agnès, Béatrice, Catherine et Dominique.

## Publications
François Morel est l'auteur de plus de 200 publications dans des journaux à comité de lecture, dont certaines sont devenues des classiques de la description du fonctionnement rénal et de son contrôle hormonal[réf. nécessaire].

## Distinctions et prix[5]
- 1974 : docteur honoris causa de l'université de Genève
- 1987 : docteur honoris causa de l'université de Lausanne
- 1989 : docteur honoris causa de l'université de Montréal (Canada)
- 1992 : docteur honoris causa de l'université Carol Davila de Bucarest
- 1994 : membre étranger de l'Académie royale de médecine de Belgique
- 1962 : médaille franco-britannique Louis Rapkine
- 1979 : prix Homer Smith de la New York Heart Association
- 1980 : prix Richard Lounsbery de biologie et de médecine[6] des Académies des sciences française et américaine
- 1989 : médaille Volhardt de la Gesellschaft für Nephrologie
- 1994 : médaille Pavlov de l'Académie des sciences de Russie
- 1995 : prix Richards de la Société internationale de néphrologie

François Morel était officier de la Légion d'honneur et de l'ordre national du Mérite.